# 타인타인히엔
타인타인히엔(Thanh Thanh Hiền, 1969년 ~ )은 베트남의 가수이다.